# Bahía Amanda

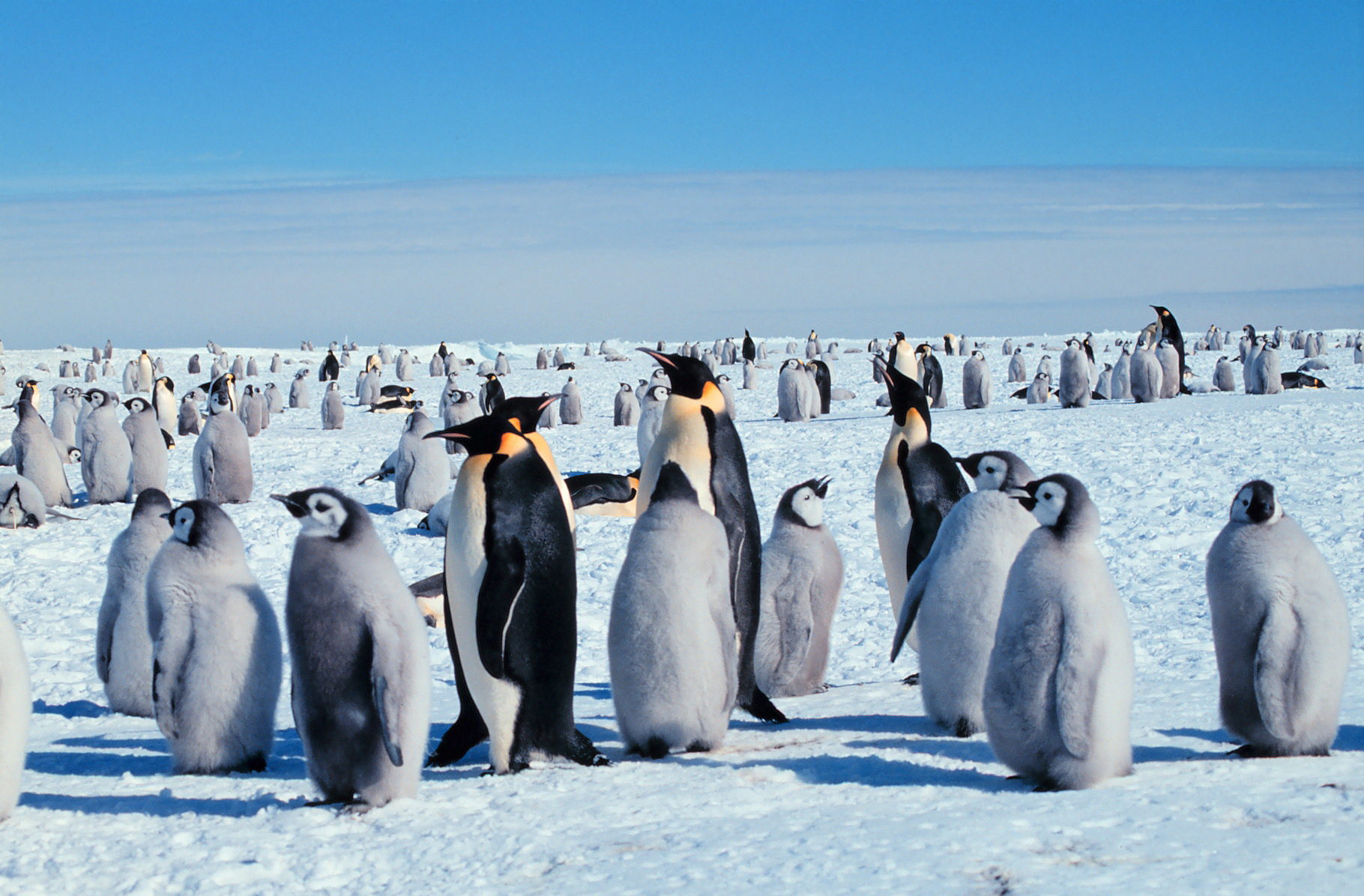
La bahía aloja una colonia de cría de pingüinos emperador.

La bahía Amanda, también conocida como Hovde Cove, se encuentra en el sector sur de la bahía Prydz en la costa de Ingrid Christensen de la Tierra de la Princesa Isabel, en Antártida del este.  Es bien conocida por su colonia de cría de varios miles de parejas de pingüinos emperadores en el mar helado, situada en el extremo suroeste de la bahía.

## Descripción
La bahía está situada al suroeste de los riscos de Brattstrand, entre las colinas Vestfold aproximadamente 75 km al noreste y las colinas Larsemann a unos 22 km al suroeste.  Mide aproximadamente 6 km de largo y 3 km ancho, y se abre al noroeste hacia la mucho más grande bahía de Prydz. El lado suroeste de la bahía está flanqueado por la lengua de hielo Flatnes con la isla Cowell en su extremo occidental. Los lados orientales y del sur son acotados por los acantilados de hielo del glaciar Hovde, con la isla Hovde en el noreste. Hay islotes pequeños dentro de la bahía y varias islas sin nombre varios kilómetros mar adentro. La bahía está generalmente cubierta con hielo fijo, inclusive durante el verano.

## Historia
La línea costera en proximidades de la bahía fue avistada por primera vez y nombrada la Costa
de Ingrid Christensen por el Capitán Mikkelsen del barco noruego Thorshavn el 20 de febrero de 1935. Fotografías aéreas oblicuas de la costa fueron tomadas por una expedición financiada por Lars Christensen en 1937 así como por la Armada de Estados Unidos durante la Operación Highjump en 1947 para propósitos de reconocimiento. En el verano de 1954-55, la Expedición de Búsqueda Antártica Nacional Australiana (ANARE) exploró las aguas de la bahía Prydz en el Kista Dan. El primer paso por tierra registrado en el área fue realizado el 5 de febrero de 1955 en la isla Lichen por un grupo de exploración dirigido por Phillip Law. Fotografías aéreas adicionales fueron tomadas por ANARE de 1957 a 1960, y la primera visita registrada a la bahía  por un equipo de exploración proveniente de la base Davis se realizó en agosto de 1957. Durante el vuelo de regreso el área fue nuevamente fotografiada y se nombró a la bahía como Amanda en referencia a la hija recién nacida del piloto Peter Clemence Líder de Escuadrón de la RAAF.

## Área antártica especialmente protegida
El sitio está protegido bajo el Sistema de Tratado antártico como Área Antártica especialmente protegida (ASPA) Núm.169, principalmente debido a la colonia de pingüino emperador.